# Giesenhain
Giesenhain ist ein Ortsteil der Marktgemeinde Eiterfeld im osthessischen Landkreis Fulda.

## Geographische Lage
Der Ortsteil Giesenhain ist etwa vier Kilometer vom Hauptort Eiterfeld entfernt und liegt westlich davon mit seiner kleinen Gemarkung am Südrand der waldreichen Region Waldhessen im Talsystem der oberen Eitra in der Rhön.

## Geschichte
Die erste bekannte schriftliche Nennung des Ortes Giesenhain stammt aus dem Jahr 1494.

### Gebietsreform
Im Zuge der Gebietsreform in Hessen ergab sich eine Reihe freiwilliger Zusammenschlüsse von Gemeinden, an denen sich auch die bis dahin selbständige Gemeinde Giesenhain beteiligte. Daraufhin beschloss die Landesregierung mit Wirkung vom 1. Januar 1970 die Eingliederung der Gemeinde Giesenhain in die Gemeinde Buchenau im Landkreis Hünfeld.
Zum Abschluss der Gebietsreform in Osthessen verlor wiederum Buchenau wie andere kleine Gemeinden der Region Kraft Landesgesetzes die Eigenständigkeit. Mit Wirkung vom 1. August 1972 wurden die Gemeinden Buchenau (mit dem Ortsteil Giesenhain), Leimbach, Mengers, Ufhausen und Wölf in die Gemeinde Eiterfeld im Landkreis Hünfeld eingegliedert, der zugleich mit dem Landkreis Fulda zu einem Landkreis mit dem Namen Landkreis Fulda zusammengeschlossen wurde.

### Bevölkerung
Einwohnerentwicklung
| Leimbach: Einwohnerzahlen von 1834 bis 2015 | Leimbach: Einwohnerzahlen von 1834 bis 2015 | Leimbach: Einwohnerzahlen von 1834 bis 2015 | Leimbach: Einwohnerzahlen von 1834 bis 2015 | Leimbach: Einwohnerzahlen von 1834 bis 2015 |
| --- | ------------------------------------------- | ------------------------------------------- | ------------------------------------------- | ------------------------------------------- |
| Jahr |                                             |                                             |                                             | Einwohner                                   |
| 1834 | 1834                                        |                                             | 81                                          | 81                                          |
| 1840 | 1840                                        |                                             | 85                                          | 85                                          |
| 1846 | 1846                                        |                                             | 81                                          | 81                                          |
| 1852 | 1852                                        |                                             | 69                                          | 69                                          |
| 1858 | 1858                                        |                                             | 71                                          | 71                                          |
| 1864 | 1864                                        |                                             | 73                                          | 73                                          |
| 1871 | 1871                                        |                                             | 60                                          | 60                                          |
| 1875 | 1875                                        |                                             | 60                                          | 60                                          |
| 1885 | 1885                                        |                                             | 62                                          | 62                                          |
| 1895 | 1895                                        |                                             | 59                                          | 59                                          |
| 1905 | 1905                                        |                                             | 67                                          | 67                                          |
| 1910 | 1910                                        |                                             | 72                                          | 72                                          |
| 1925 | 1925                                        |                                             | 68                                          | 68                                          |
| 1939 | 1939                                        |                                             | 64                                          | 64                                          |
| 1946 | 1946                                        |                                             | 83                                          | 83                                          |
| 1950 | 1950                                        |                                             | 70                                          | 70                                          |
| 1956 | 1956                                        |                                             | 63                                          | 63                                          |
| 1961 | 1961                                        |                                             | 61                                          | 61                                          |
| 1967 | 1967                                        |                                             | 55                                          | 55                                          |
| 1970 | 1970                                        |                                             | 52                                          | 52                                          |
| 1980 | 1980                                        |                                             | ?                                           | ?                                           |
| 1990 | 1990                                        |                                             | ?                                           | ?                                           |
| 2000 | 2000                                        |                                             | 78                                          | 78                                          |
| 2005 | 2005                                        |                                             | 69                                          | 69                                          |
| 2010 | 2010                                        |                                             | 57                                          | 57                                          |
| 2011 | 2011                                        |                                             | 66                                          | 66                                          |
| 2015 | 2015                                        |                                             | 62                                          | 62                                          |
| Datenquelle: Historisches Gemeindeverzeichnis für Hessen: Die Bevölkerung der Gemeinden 1834 bis 1967. Wiesbaden: Hessisches Statistisches Landesamt, 1968. Weitere Quellen: ; Gemeinde Eiterfeld; Zensus 2011 |                                             |                                             |                                             |                                             |

Religionszugehörigkeit
 Quelle: Historisches Ortslexikon
| • 1885: | 55 evangelische (= 88,71 %), 7 katholische (= 11,29 %) Einwohner  |
| • 1961: | 46 evangelische (= 75,14 %), 15 katholische (= 24,59 %) Einwohner |

## Verkehr
Durch Giesenhain führt die Kreisstraße 152, die den Ort mit Buchenau und Dittlofrod verbindet.